# Eptesicus
Genre
Eptesicus est un genre de chauves-souris appelées sérotines en français.

## Noms vernaculaires et noms scientifiques correspondants

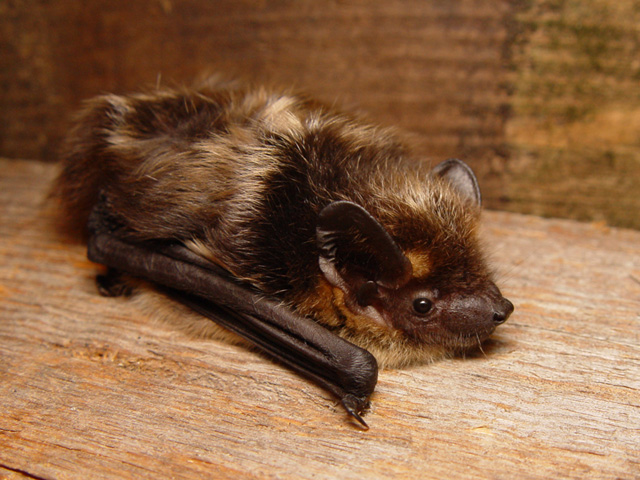
Sérotine de Nilsson (Eptesicus nilssoni)

Noms vernaculaires en français, par ordre alphabétique.
Note : certaines espèces ont plusieurs noms.
- Grande chauve-souris brune - Eptesicus fuscus
- Sérotine boréale - Eptesicus nilssoni
- Sérotine de Botta - Eptesicus bottae
- Sérotine brune - voir Grande chauve-souris brune
- Sérotine commune - Eptesicus serotinus
- Sérotine de Nilsson - voir Sérotine boréale
- etc.

## Liste des sous-genres
Selon Mammal Species of the World (version 3, 2005)  (14 nov. 2010) :
- sous-genre Eptesicus (Eptesicus)
- sous-genre Eptesicus (Rhinopterus)

## Liste des espèces

### Espèces d'Europe
Liste des sérotines d'Europe :
- Eptesicus serotinus
- Eptesicus nilssoni

### Toutes les espèces
Selon ITIS (14 nov. 2010) :
- Eptesicus baverstocki Kitchener, Jones & Caputi, 1987
- Eptesicus bobrinskoi Kuzyakin, 1935
- Eptesicus bottae (Peters, 1869)
- Eptesicus brasiliensis (Desmarest, 1819)
- Eptesicus brunneus (Thomas, 1880)
- Eptesicus capensis (A. Smith, 1829)
- Eptesicus demissus Thomas, 1916
- Eptesicus diminutus Osgood, 1915
- Eptesicus douglasorum Kitchener, 1976
- Eptesicus flavescens (Seabra, 1900)
- Eptesicus floweri (De Winton, 1901)
- Eptesicus furinalis (d'Orbigny, 1847)
- Eptesicus fuscus (Beauvois, 1796)
- Eptesicus guadeloupensis Genoways & Baker, 1975
- Eptesicus guineensis (Bocage, 1889)
- Eptesicus hottentotus (A. Smith, 1833)
- Eptesicus innoxius (Gervais, 1841)
- Eptesicus kobayashii Mori, 1928
- Eptesicus melckorum Roberts, 1919
- Eptesicus nasutus (Dobson, 1877)
- Eptesicus nilssoni (Keyserling & Blasius, 1839)
- Eptesicus pachyotis (Dobson, 1871)
- Eptesicus platyops (Thomas, 1901)
- Eptesicus pumilus Gray, 1841
- Eptesicus regulus (Thomas, 1906)
- Eptesicus rendalli (Thomas, 1889)
- Eptesicus sagittula McKean, Richards & Price, 1978
- Eptesicus serotinus (Schreber, 1774)
- Eptesicus somalicus (Thomas, 1901)
- Eptesicus tatei Ellerman & Morrison-Scott, 1951
- Eptesicus tenuipinnis (Peters, 1872)
- Eptesicus vulturnus Thomas, 1914

Selon NCBI (14 nov. 2010) :
- Eptesicus andersoni
- Eptesicus bottae
- Eptesicus brasiliensis
- Eptesicus chiriquinus
- Eptesicus diminutus
- Eptesicus dimissus
- Eptesicus furinalis
- Eptesicus fuscus
- Eptesicus gobiensis
- Eptesicus hottentotus
- Eptesicus isabellinus
- Eptesicus nasutus
- Eptesicus nilssoni
- Eptesicus regulus
- Eptesicus sagittula
- Eptesicus serotinus
- Eptesicus vulturnus